# ازدواج در وقت اضافه
ازدواج در وقت اضافه دهمین فیلم سعید سهیلی و دومین اثر کمدی او می‌باشد. این فیلم در سال ۱۳۸۸ کارگردانی شده و ماهایا پطروسیان در آن نقش یک پیرزن سالخورده را بازی می‌کند.

## خلاصه داستان
سه نفر که قصد کشتن مادربزرگ و دزدیدن پول‌های او را دارند، با شکست روبرو می‌شوند.

## بازیگران
- جمشید هاشم‌پور
- ماهایا پطروسیان
- مجید صالحی
- علی صادقی
- بهنوش بختیاری
- بهاره افشاری
- محمود بهرامی
- ملکه رنجبر
- حسن چودن
- پریسا رضایی
- حامد جوادی
- صدیف آرمیده
- اسماعیل صدیق‌لو
- مریم میر‌حسینی